# Lutz Eigendorf
Lutz Eigendorf (16. juli 1956 – 7. marts 1983) var en østtysk landsholdsspiller i fodbold.

## Karriere
Eigendorf spillede i Østtyskland for landets ubetingede storklub Dynamo Berlin, der blev styret af Stasi, under ledelse af den sportsentutiastiske Erich Mielke. Han var samtidig en del af det østtyske landshold, som han nåede at spille seks kampe og score tre mål for. 
I forbindelse med en venskabskamp den 20. marts 1979 i Vesttyskland valgte Eigendorf imidlertid at hoppe af', i håb om en bedre karriere og tilværelse i vesten. Han fik kontrakt med 1. FC Kaiserslautern, hvor han fra 1980 til 1982 spillede 53 kampe og scorede syv mål. Herefter skiftede han til den mindre klub Eintracht Braunschweig.
Eigendorfs flugt blev i Østtyskland betragtet som en ydmygelse af både Dynamo Berlin, men i særdeleshed af Stasi og Erich Mielke.
Den 5. marts 1983 var Eigendorf involveret i en trafikulykke, hvis omstændigheder aldrig blev klarlagt. Han døde to dage senere af sine kvæstelser. 
Eigendorfs historie blev senere portrætteret i bogen "Tod dem Verräter" (Død over forræderen), skrevet af Heribert Schwan.